# 김나윤 (1971년생 배우)
김나윤(1971년 2월 8일~)은 대한민국의 배우이다.

## 영화
- 2022년 효자 - 아낙1 역
- 2023년 옥수역 귀신 - 중재위원 역